# Давид (царевич Кахетии)
Давид (груз.  დავითი), также известен как «Датуна» (груз. დათუნა) (ок. 1612—1648) — грузинский царевич («батонишвили») из Кахетинского Царского Дома. Представитель династии Багратионов. Единственный сын царя Кахети Теймураза I и отец будущего царя Кахети Ираклия I, который продолжал царскую линию кахетинских Багратиони. 5-й князь Мухранский в 1627-1648 годах.

## Ранняя жизнь
Давид родился около 1612 года в семье Теймураза I, царя восточного грузинского царства Кахетии, и его второй жены Хорешан, сестры соседнего грузинского монарха, царя Картли Луарсаба II. Он был самым младшим из сыновей Теймураз, и единственным из его сыновей, который дожил до совершеннолетия. Два его старших единокровных брата умерли в плену в Иране, будучи кастрированы по приказу персидского шаха Аббаса I, который вёл опустошительную войну против Кахетии, чтобы изгнать или заставить подчиниться царя Теймураза I. Давид Теймуразович появился в политической жизни Восточной Грузии в 1627 году, когда он получил титул князя Мухранского. Ранее Мухранский удел принадлежал князю Кайхосро, который попал в царскую опалу и вынужден был бежать в османские владения.

## Поздние годы и смерть
В 1633 году Теймураз I был свергнут с престола Ростом-ханом, прибывшим в Грузию во главе персидской армии для покорения царств Картли и Кахети. Князь Давид Мухранский вначале удерживал за собой Мухрани и даже попытался встретиться с Ростомом в Сурами для переговоров, но он заподозрил вероломство и быстро вернулся в свой удел. Попытки Ростома подчинить своей власти Мухрани закончились неудачно. В 1638 году Теймураз I, отец Давида, вернул себе власть в Кахети. В 1648 году Теймураз организовал поход против Ростома-хана, чтобы выбить его из Картли. В том же году в битве при Магаро войска Ростом-хана одержали победу над войском Теймураза, которым командовал его сын Давид, князь Мухранский. Сам Давид был убит в бою Джамал-ханом, а его отрубленная голова доставлена Ростом-хану. После поражения Теймураз потерял Картли и бежал в Имеретию. Погибший Давид был похоронен в соборе Святого Георгия Алаверди. Мухранский удел был передан Вахтангу II (1618—1675), старшему сыну Теймураза I.

## Семья
Давид в 1628 году женился на княжне Елене (ум. 1695), бывшей жене князя Давида Арагвского и дочери князя Левана Диасамидзе, брата католикоса Евдемия I. После смерти Давида Елена вместе со своим тестем Теймуразом отправилась в Московское государство, но в 1653 году вместе с сыном Николозом вернулась в Грузию. У пары было четыре сына и две дочери:
- Луарсаб (ум. 1659)
- Георгий (ум. 1651)
- Николоз (Ираклий) (1643—1709), будущий король Кахетии и Картли под названием Ираклия I или Назар Али Хана.
- Иосеб (ум. 1648), родоначальник княжеской линии Багратион-Бабадишвили.
- Анастасия
- Кетеван (1648—1719), 1-й муж — царь Имеретии Баграт V (1660—1661), 2-й муж — князь Леван Гогоберидзе, 3-й муж — царь Имеретии Арчил II (1668—1698). Она умерла в Москве и была похоронена в Донском монастыре[3].